# Wilhelm Ritter von Thoma
Wilhelm Josef Ritter von Thoma (Dachau, 11 september 1891 – aldaar, 30 april 1948) was een Duitse militair. Hij vocht mee in de Eerste Wereldoorlog, de Spaanse burgeroorlog en, als generaal, de Tweede Wereldoorlog.

## Levensloop

### Vroege jaren
Von Thoma was de zoon van een Beierse belastingambtenaar. Zelf werd hij beroepsofficier bij het Beiers leger. In die hoedanigheid vocht hij mee in de Eerste Wereldoorlog. Von Thoma was zowel actief aan het Westfront en het Oostfront. Ook nam hij deel aan de Servische Campagne. Bij de Tweede Slag bij de Marne raakte hij in krijgsgevangenschap. In september 1919 kwam Von Thoma weer vrij. Tijdens de oorlog ontving hij het ridderkruis, de hoogste orde in de Beierse Militaire Max Joseph-Orde. Ook mocht hij de edeltitel Ritter aan zijn naam toevoegen.

### Interbellum
Na de Eerste Wereldoorlog bleef Von Thoma bij het nieuw gevormde Duitse leger, de Reichswehr. Tijdens de Spaanse burgeroorlog voerde hij de grondtroepen van het Duitse Legioen Condor aan. Vervolgens kreeg hij een aanstelling als tankadviseur van veldmaarschalk Walther von Brauchitsch. Tijdens de Slag om Frankrijk voerde Von Thoma zelf een tankeenheid aan. Tijdens de nooit uitgevoerde invasie van het Verenigd Koninkrijk zou hij een leidinggevende rol krijgen.

### Tweede Wereldoorlog
Tijdens Operatie Barbarossa, de inval in de Sovjet-Unie in 1941, leidde Von Thoma de 17e Pantserdivisie, en vervolgens tijdens de Slag om Moskou de 20e Pantserdivisie. Hij ontving in december 1941 het IJzeren Kruis (ridderorde).
Von Thoma werd in september 1942 overgeplaatst naar Noord-Afrika om leiding te geven aan het Afrika Korps. Hij verving de verwonde Walther Nehring. Hij nam na de dood van George Stumme bij de Tweede Slag om El Alamein tijdelijk waar als leidinggevende van het Pantserleger Afrika, tot de aankomst van Erwin Rommel twee dagen later. Op 4 november 1942 viel Von Thoma bij Tel-el-Mapsra in handen van de geallieerden.

### Krijgsgevangene

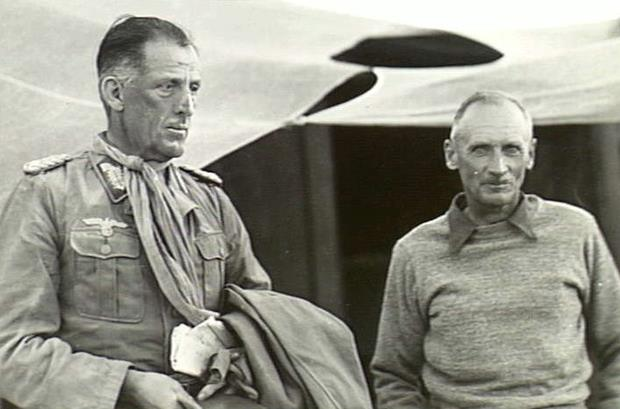
Von Thoma samen met de Britse generaal Bernard Montgomery, direct na zijn overgave in Noord-Afrika.

Na zijn gevangenneming werd Von Thoma overgebracht naar Trent House in noord-Londen. MI19 bracht hier belangrijke krijgsgevangenen onder en luisterde in het geheim de onderlinge gesprekken af. Zij namen een gesprek op tussen Von Thoma en generaal Ludwig Crüwell. Daarin vertelde Von Thoma over een testprogramma voor raketten nabij Kummersdorf. Hij had de testlocatie eens samen met veldmaarschalk Von Brauchitsch bezocht. Dit gesprek, gecombineerd met andere inlichtingen, zette de Britten op het spoor van van de testlocatie in Peenemünde, waar de V1- en V2-raket werden ontwikkeld. Premier Winston Churchill gaf in augustus 1943 opdracht tot een bombardement op Peenemünde.
Ondanks zijn trackrecord in het leger moest Von Thoma in feite weinig hebben van het nazisme. De Britten registreerden een gesprek waarin hij zei dat "het enige goede dat deze oorlog ons brengt dat er een einde komt aan de al tien jaar zittende boevenregering". Von Thoma was de informele leider van het anti-nazikamp en werd door de Britten na het vertrek van generaal Crüwell naar Canada benoemd tot kamphoofd. Generaal Bernard Montgomery nodigde Von Thoma uit voor een diner.
Een jaar na de oorlog, Von Thoma bevond zich nog steeds als krijgsgevangene in Engeland, werd zijn been geamputeerd. Een jaar later kwam hij vrij en keerde naar zijn geboorteplaats terug, waar hij in 1948 overleed aan een hartaanval.

## Carrière
- Fahnenjunker (aspirant-officier): 23 september 1912[4][5]
- Fähnrich: 20 mei 1913[5]
- Leutnant: 1 augustus 1914[5] (Patent van 1 augustus 1914[4])
- Postdateren Patent van 30 oktober 1912[4][5]
- Oberleutnant: 14 december 1917[5] (RDA van 18 april 1917[4][5])
- Hauptmann: 1 februari 1925[4][5]
- Major: 1 april 1934[4][5]
- Oberstleutnant: 1 augustus 1936[4][5]
- Oberst: 1 april 1938[4][5] (RDA van 1 oktober 1936[5])
- Generalmajor: 1 augustus 1940[4][5]
- Generalleutnant: 1 augustus 1942[4][5]
- General der Panzertruppe: 1 november 1942[4][5] (RDA gewijzigd in 1 november 1942)[3][5]

## Onderscheidingen
Selectie:
- Ridderkruis van het IJzeren Kruis op 31 december 1941 als Generalmajor en Commandant van de 20e Pantserdivisie[6][3][5][7]
- IJzeren Kruis 1914, 1e Klasse (3 juni 1915[6][3][5]) en 2e Klasse (17 oktober 1914[6][3][5])
- Herhalingsgesp bij IJzeren Kruis 1939, 1e Klasse (september[6] 1939[3][5]) en 2e Klasse (september[6] 1939[3][5])
- Ridder in de Militaire Max Joseph-Orde op 5 juli 1916[6] als Leutnant en adjudant in het Königlich Bayerisches 3. Infanterie-Regiment „Prinz Karl von Bayern“[5]
- Spanjekruis in Goud met Diamanten op 6 juni 1939[6]

## Afkorting
- (de)  m.d.st.F.b. = mit der stellvertretende Führung beauftragt = met het plaatsvervangend leiderschap belast